# Pagurus longicarpus
Espèce
Pagurus longicarpus, le Bernard-l'ermite à longs bras, est une espèce de petit bernard-l'ermite commun le long des côtes de l'Atlantique des États-Unis et du Canada.

## Description
La carapace de cette espèce de bernard-l'ermite peut atteindre 1,5 cm. Sa coloration peut varier, mais son corps est le plus souvent gris, vert ou blanc. Sa pince droite est beaucoup plus grande que la gauche, et chaque pince a une bande beige ou grise au milieu.
Le Bernard-l'ermite à longs bras occupe les coquilles vides de gastéropodes comme les bigorneaux et d'autres escargots de mer pour protéger son abdomen souple. Il s'ancre dans la coquille en enroulant son abdomen autour de la columelle (l'axe de celle-ci). Les bernard-l'ermite ne peuvent pas produire leurs propres coquilles, et doivent donc en trouver qui sont abandonnées,,. La sélection des coquillages joue de nombreux rôles cruciaux chez P. longicarpus, comme la protection contre les prédateurs, la dessiccation et le stress de salinité, et  elle influence la compétition, la taille de la population et les comportements reproductifs de l'espèce.

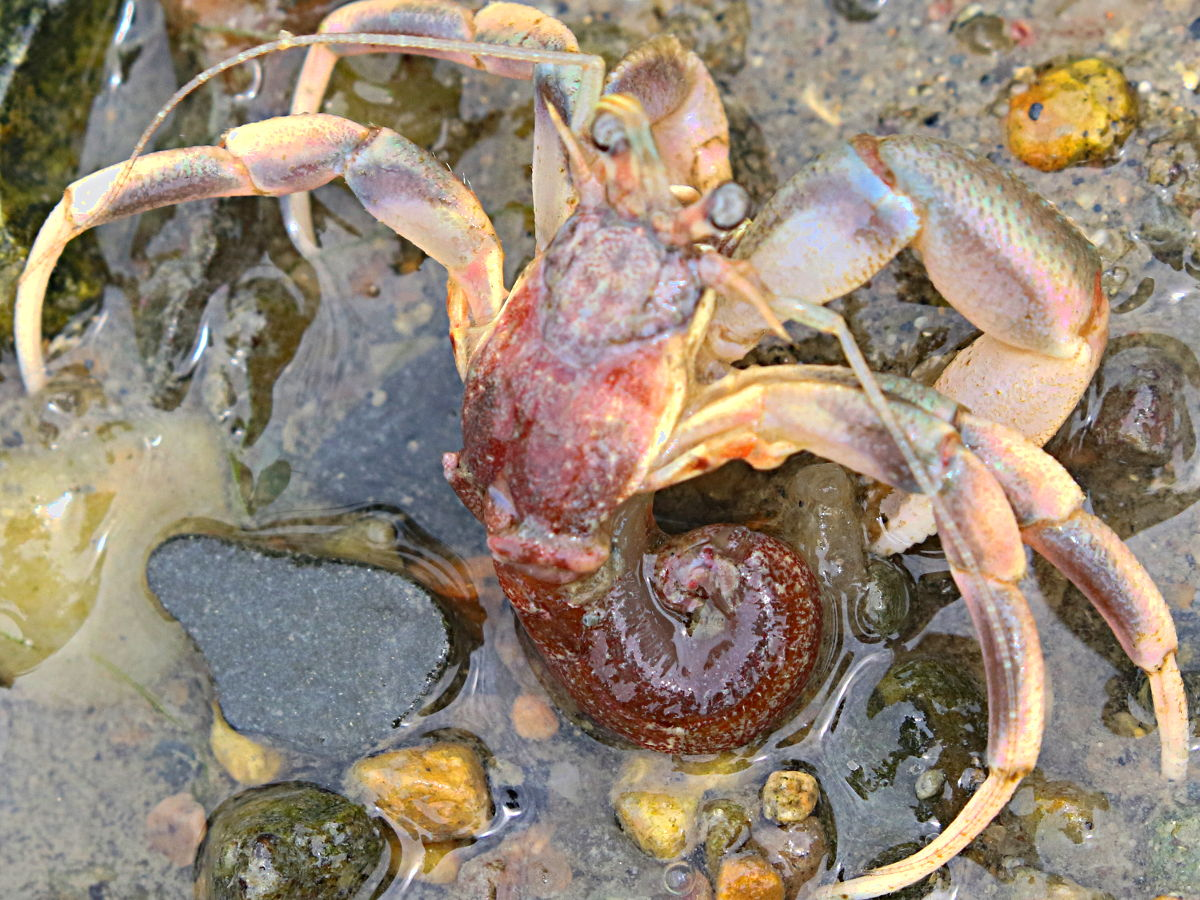
Un bernard-l'ermite à longs bras sans coquille.

## Distribution et habitat
P. longicarpus est commun le long de la côte atlantique du Canada et des États-Unis, de la Nouvelle-Écosse au nord-est de la Floride, ainsi que le long de la côte du golfe du Mexique jusqu'au Texas. Ces bernard-l'ermite peuvent être trouvés dans les zones intertidales et néritiques sur une variété de substrats et jusqu'à 200 m de profondeur.
Le plus souvent, P. longicarpus se trouve dans les mares résiduelles peu profondes d'avril à octobre, et dans des eaux plus profondes et plus chaudes pendant les mois d'automne et d'hiver. Il fait face à des fluctuations extrêmes de température et de salinité en raison des marées montantes et descendantes et du changement climatique. Les jours chauds et ensoleillés, il y a souvent une augmentation rapide de la température et de la salinité de la mare, tandis que les jours plus frais et pluvieux, sa salinité et sa température peuvent diminuer rapidement. Les marées montantes peuvent également rapprocher les conditions de la mare de celles de l'océan environnant. P. longicarpus dépend fortement de sa coquille pour faire face à ces conditions difficiles. Celles-ci peuvent également avoir un impact sur la sélection des coquilles chez l'espèce et déterminer sa répartition dans les zones intertidale et néritique,.

## Régime alimentaire et prédation
Les bernard-l'ermite à longs bras sont des charognards au régime alimentaire varié composé de débris, de matière organique trouvée dans l'écume de mer, de microcrustacés et d'algues,. Ils se nourrissent en remuant le sable ou un autre substrat avec leurs pinces, en déchirant éventuellement la nourriture, puis en la passant à la bouche pour la consommer.

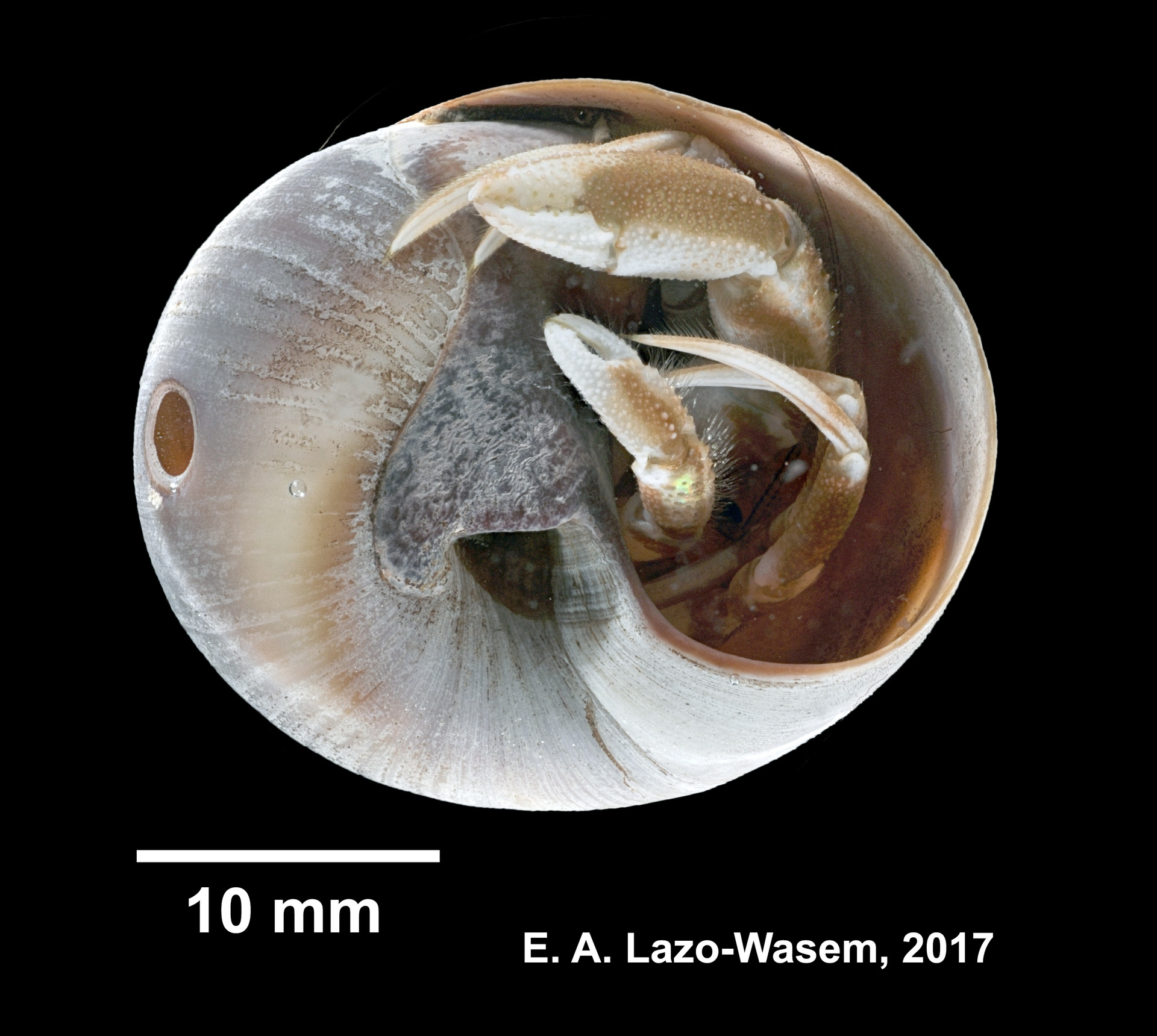
Un bernard-l'ermite à longs bras dans une coquille percée (musée Peabody d'histoire naturelle).

Ses principaux prédateurs sont les oiseaux, les poissons, les escargots de mer, les poulpes et d'autres crabes, dont le crabe vert,. Sa coquille est essentielle pour sa protection et la réduction de la prédation, et par conséquent, son choix est vitale. P. longicarpus évitera de choisir des coquillages avec des dégâts importants, car ils sont plus vulnérables à la prédation. Le type de dommage le plus courant aux coquilles est la présence de petits trous. Ces trous sont causés par les gastéropodes naticides, qui les forent pour dévorer les occupants d'origine de la coquille.

## Comportement
La compétition au sein de cette espèce est très courante ; elle est le plus souvent déclenchée par un manque de ressources. L'une des ressources limitées les plus importantes pour les bernard-l'ermite est leur coquille, qui est la clé de leur survie et de leur succès reproductif. Trouver une coquille de taille appropriée est précieux pour P. longicarpus . Si une coquille est trop grosse, les crabes dépenseront une énergie inutile en la transportant et en la manœuvrant. À l'inverse, si la coquille est trop petite, elle les protègera moins bien de la prédation et de la dessiccation. 
La sélection des coquilles joue également un rôle dans le succès de la reproduction chez P. longicarpus. Celui-ci est positivement corrélé à une grande taille de coquille, et le taux de croissance des crabes peut être stimulé par l'occupation de coquilles plus grosses. P. longicarpus ne se nourrira pas non plus s'il n'est pas logé dans une coquille de taille appropriée, ce qui peut le conduire à mourir de faim. Toutes ces conséquences exercent une forte pression sélective sur l'obtention d'une coquille parfaite, ce qui entraîne souvent des interactions agressives au sein de l'espèce. P. longicarpus se bat donc non seulement pour les partenaires et la nourriture, mais aussi pour les coquilles. Les plus gros crabes, ou les crabes avec des coquilles moins appropriées, expulseront souvent de force d'autres crabes de leur coquille en les tirant par leurs pinces ou leurs pattes,. Avec la prédation, la disponibilité des coquilles est un facteur majeur dans la détermination de la taille de la population de P. longicarpus.

## Reproduction
La saison de reproduction de P. longicarpus dure de la fin mars à octobre, avec un pic de reproduction au printemps, en avril. Les mâles sont en compétition pour les femelles disponibles. P. longicarpus, comme beaucoup de crustacés, a des comportements précopulatoires de protection du partenaire, où les mâles saisissent la coquille de la femelle une fois que celle-ci a libéré une phéromone signalant sa maturité sexuelle. Les crabes mâles et femelles peuvent être distingués par la  morphologie de leurs pléopodes (appendices abdominaux). Les mâles ont deux pléopodes, tandis que les femelles ont trois pléopodes ramifiés où elles attachent leurs œufs.
P. longicarpus a une fécondation interne  et doit sortir de sa coquille pour s'accoupler. Après la fécondation, la femelle abrite les œufs à l'intérieur de sa coquille, où ils grandissent et se développent. Les larves sont ensuite relâchées dans l'océan environnant, où elles subissent plusieurs stades de croissance planctonique avant de se développer en bernard-l'ermite adultes.